# Some Product: Carri on Sex Pistols
Some Product: Carri on Sex Pistols es un álbum de entrevistas que incluye miembros de los Sex Pistols de las entrevistas son en su mayoría se presentan en un estilo collage.
La portada fue hecha por el artista Jamie Reid y alcanzó el puesto # 6 en las listas de álbumes del Reino Unido.
El título combina la serie de comedia británica de Carry On Films con un juego de palabras con la palabra carrion (carroña).

## Lista de canciones
Todas las pistas son collages sonoros recopilados por John Varnom sobre la base de varias entrevistas y anuncios de radio. El material adicional incluye un fragmento de Tubular Bells.
Las pistas son:
1. "The Very Name 'Sex Pistols'" (varios artistas)  – 5:27
2. "From Beyond the Grave" (Sid Vicious)  – 8:27
3. "Big Tits Across America" (Paul Cook y Steve Jones desde US radio broadcast)  – 11:19
4. "The Complex World of John Rotten" (Johnny Rotten, incluye fragmentos de la entrevista con su madre)  – 8:18
5. "Sex Pistols Will Play" (Paul Cook y Steve Jones)  – 3:21
6. "Is the Queen a Moron?" (entrevista a los Sex sobre la letra de 'God Save the Queen')  – 3:55
7. "The Fucking Rotter"  (Versión editada de la infame entrevista con Bill Grundy) – 0:41